# Камйонка-Велика
Камйонка-Велика (пол. Kamionka Wielka) — село в Польщі, у гміні Камйонка-Велика Новосондецького повіту Малопольського воєводства.
Населення — 3234 особи (2011).
У 1975—1998 роках село належало до Новосондецького воєводства.

## Географія
Селом протікає річка Кам'янка.

## Демографія
Демографічна структура станом на 31 березня 2011 року:
|          | Загалом | Допрацездатний вік | Працездатний вік | Постпрацездатний вік |
| -------- | ------- | ------------------ | ---------------- | -------------------- |
| Чоловіки | 1544    | 414                | 984              | 146                  |
| Жінки    | 1690    | 468                | 947              | 275                  |
| Разом    | 3234    | 882                | 1931             | 421                  |